# Herman Auerbach
Herman Auerbach (* 26. Oktober 1901 in Tarnopol, Österreich-Ungarn; † 17. August 1942 im Vernichtungslager Belzec) war ein polnischer Mathematiker und einer der führenden Vertreter der Lemberger Mathematikerschule.

## Leben
Auerbach wurde 1901 als Sohn von Philipp und Julia Auerbach im damals österreichischen und heute ukrainischen Ternopil geboren. Der Vater war promovierter Rechtsanwalt. Auerbach besuchte die Schule in Lodz, Ternopil und Olomouc bis 1919. Aus gesundheitlichen Gründen konnte er sein Studium an der Rechtswissenschaftlichen Fakultät der Johann Casimir-Universität in Lemberg erst 1921 beginnen. Bereits im nächsten Jahr wechselte Auerbach zum Fachbereich für Mathematik, wo er das Studium 1926 abschloss. 1928 promovierte er über das Thema H-konvexe Kurven.
Auerbach habilitierte sich an der Fakultät für Mathematik und Naturwissenschaften UJK im Jahre 1935 und wurde 1939 Professor an der Universität Lemberg, bis er 1942 wegen seiner jüdischen Abstammung von den Deutschen im Ghetto Lemberg inhaftiert und anschließend im August 1942 im Vernichtungslager Belzec ermordet wurde.
Das Lemma von Auerbach und der Begriff Auerbachbasis sind mit seinem Namen verbunden.